# Emma Knox
Emma Knox (Dampier, 2 marzo 1978) è una pallanuotista australiana, vincitrice di una medaglia di bronzo ai giochi olimpici di Pechino 2008.